# 為末大が読み解く!勝利へのセオリー
『為末大が読み解く!勝利へのセオリー』（ためすえだいが よみとく しょうりへのセオリー）とは、NHK BS1で2013年4月14日から放送されている番組である。

## 概要
この番組では陸上選手であった為末大がナビゲーターとなって、いわゆる“名将”と呼ばれるコーチや監督にスポットを当てて、その采配や戦術、さらに、育成法に込められた「知」や「哲学」を読み解くもので、この番組によって、厳しい競争社会を生き抜くヒントを探る。

## 出演者
ナビゲーター：為末大

## 放送時間
- 日曜日 20時 - 20時45分
- 土曜日 17時 - 17時45分（再放送）

## 放送リスト
1. 「レスリング女子日本代表監督 栄和人」
2. 「静かなる知将 村上恭和」（卓球女子日本代表監督）
3. 「関西学院大学アメリカンフットボール部 鳥内秀晃」
4. 「オレグ・マツェイチュク」（フェンシング日本代表コーチ）
5. 「つなぐ力 大阪ガス陸上部コーチ 朝原宣治」
6. 「パク・ジュボン バドミントン日本代表コーチ」
7. 「高倉麻子 U-16サッカー女子日本代表監督」
8. 「山下佐知子 第一生命女子陸上競技部監督」
9. 「松本整 自転車競技日本代表総監督」
10. 「アーチェリー日本代表チームリーダー 新海輝夫」
11. 「久光製薬スプリングス 中田久美監督」